# Південний парк
«Півде́нний парк» (англ. South Park, МФА: [saʊθ pɑːrk]) — американський анімаційний серіал, створений учасниками рок-гурту DVDA Меттом Стоуном і Треєм Паркером. Випускається кабельним телеканалом Comedy Central з 1997 року. Основу сюжету складають пригоди чотирьох хлопчиків і їхніх друзів, що живуть у маленькому містечку Саут-Парк, штат Колорадо. Серіал висміює проблеми американської культури і поточних світових подій, а також критикує безліч стереотипів і табу завдяки пародії і чорному гумору. Позиціонується як мультфільм для дорослих.
Телешоу відоме своїм висвітленням поточних подій, що відбуваються в реальному світі. Робота над кожною серією ведеться у два етапи: на першому автори вигадують загальну концепцію і сюжет, а на другому — менш ніж за тиждень до прем'єрного показу — доопрацьовують деталі. Тому кожен новий випуск мультфільму залишається злободенним і наближеним до реальних подій.
Станом на 2023 рік в ефір США вийшло повних двадцять шість сезонів серіалу. Усі останні сезони шоу виходять за два етапи: половина навесні й половина восени, з перервою на літо.

## Історія
Історія шоу починається в 1992 році, коли два студенти Університету Колорадо, Паркер і Стоун, створили короткометражний мультфільм «Ісус проти Фрості». У цьому досить грубо зробленому фільмі брали участь прототипи майбутніх хлопчиків із «Піденного парку».
Керівники студії Fox побачили цей фільм, і в 1995 році Браян Ґреден доручив Паркерові і Стоуну створити другу короткометражку для того, щоб розіслати її друзям у вигляді різдвяної відеолистівки. Мультфільм із назвою «Ісус проти Санти» містив сцени рукопашної дуелі між Ісусом і Санта-Клаусом (пізніше цей відеофрагмент був використаний у шоу, в епізоді 4.17 «Дуже погане Різдво»). Відеофрагмент швидко став хітом — і одержав широке поширення, у тому числі через Інтернет. Ці два короткометражні мультфільми відомі під загальною назвою «Дух Різдва» (Spirit of Christmas). Наслідком їхього успіху стало обговорення ідеї про створення серіалу — спочатку з Fox, потім з Comedy Central, — де 13 серпня 1997 року і відбулася прем'єра. У пілотного епізоду, який показаний в ефірі, існує початковий варіант із деякими відмінностями, що пізніше вийшов тільки на DVD.
Провокаційний, відвертий і часто навіть образливий характер шоу швидко призвів до протестів з боку ряду суспільних діячів, і товари із символікою шоу (особливо футболки) були заборонені в деяких школах та інших громадських місцях. Ці інциденти сильно нагадували заборони на футболки з зображенням Барта Сімпсона на початку 1990-х, після того як «Сімпсони» були обвинувачені в поширенні підліткової злочинності. Comedy Central захистив «Південний парк», вказавши на те, що шоу має телевізійний рейтинг TV-MA (тільки для дорослої аудиторії) — і показується тільки в нічний час, коли діти, швидше за все, не можуть його дивитися.
У 1999 році вийшов повнометражний анімаційний фільм «Південний парк: Більший, довший і необрізаний».
В епізоді «It Hits the Fan» шоу «Південний парк» побило рекорд по лайках: слово shit («лайно») було вимовлено 162 рази. За 22-хвилинний епізод це слово вимовлялося в середньому кожні 8 секунд, і на екрані навіть був лічильник, що показував, скільки разів це слово було вимовлене.
В епізоді «Вибачення перед Джессі Джексоном» було 42 рази вимовлене слово «ніґґер».
У 2005 році шоу одержало премію «Еммі» за епізод «Найкращі друзі назавжди».
Ерік Картмен в епізоді 2002 року сказав: «Незалежне кіно — це коли ковбої-педики їдять пудинг і пізнають свою сексуальність». Перед прем'єрою «Горбатої гори» у 2005 році творці серіалу заявили, що подадуть у суд на Енга Лі, якщо ковбої у фільмі їстимуть пудинг. Судового процесу не відбулося — герої фільму в основному їдять консервовані боби.
Як персонажі, так і обстановка серіалу навмисно зроблені дуже примітивно, начебто усе вирізано ножицями з кольорового паперу. Для створення персонажів був використаний CorelDraw, анімація виконана в Maya. Для порівняння: один епізод «Сімпсонів» створюється в середньому за шість місяців, у той час як деякі епізоди «Піденного парку» створювалися всього за три дні. Це дозволяє серіалу оперативно відбивати події реального життя.

## Основні персонажі
Головними героями мультсеріалу є чотири учні американської початкової школи:

### Стенлі (Стен) Марш
Часто виступає в ролі простака. Як правило, добродушна і тверезо мисляча людина. Зазвичай намагається вийти зі скандальних ситуацій шляхом пошуку логічно правильного рішення. У його образі втілилося alter ego творця — Трея Паркера. Він часто підбиває підсумок чи висловлює мораль усієї серії. Стен живе разом із мамою, татом, сестрою і дідусем. Його родина часто використовується як приклад архетипової американської родини.
Перша поява: 101 — «Cartman Gets An Anal Probe»
Головні ролі: Майже всі епізоди.
Оригінальний голос: Трей Паркер

### Кайл Брофловськи
Чуттєвий скептик, часом самовдоволений, часто піддається зовнішньому впливові. В образі Кайла фактично втілилося alter ego Метта Стоуна, який так само, як і герой мультфільму, є євреєм за етнічною приналежністю. Однак, на відміну від героя, за своїми духовними переконаннями Метт — агностик. Як і Стен, Кайл часто дає розумну оцінку ненормальній поведінці оточуючих їх дорослих, хоча і більш емоційну і суб'єктивну.
Перша поява: 101 — «Cartman Gets An Anal Probe»
Головні ролі: Майже всі епізоди.
Оригінальний голос: Метт Стоун

### Ерік Теодор Картман
Прототипом цього героя став Арчі Банкер, вигаданий персонаж колись популярного в США комедійного серіалу «Усією родиною». Ерік часто є причиною конфлікту і задає проблематику серії. Він вульгарний, агресивний, має нездорові садистські нахили, нетерпимий до усього далекого, розпещений, грубий і ворожий, ще й має ожиріння. Він расист, тому постійно ображає Кайла. Іноді він глузує з Кенні через його бідність. У той же час, його показні та соціопатичні манери часто грають із ним злий жарт: інші хлопці нехтують Еріком, не розуміючи, як же його можна терпіти. У багатьох частинах Картман відкрито протистоїть іншим трьом персонажам. У серії «Страсті жидові» ('Passion of the Jew') він засновує неонацистське угруповання. До речі, Еріх Гартман-ім'я найвідомішого аса Німеччини. Проте Картман не раз демонструє свої надзвичайні здібності до ведення бізнесу та до лідерства. У деяких серіях він із легкістю заробляє гроші чи схиляє інших героїв (як дітей, так і дорослих) до дій, що допомогли б йому домогтися власних цілей. Задуманий як єдиний антигерой із усієї четвірки хлопців, він, однак, з найпершого сезону залучає до себе більше уваги глядачів, ніж решта героїв.
Перша поява: 101 — «Cartman Gets An Anal Probe»
Головні ролі: Майже всі епізоди.
Оригінальний голос: Трей Паркер

### Кеннет (Кенні) Маккормік
Виходець із надзвичайно неблагополучної і бідної родини. Він схиблений на сексі і туалетному гуморі. Мова персонажа надзвичайно нерозбірлива, оскільки він носить щільний, прилягаючий до обличчя каптур (проте усі його фрази дійсно несуть смислове навантаження). Протягом перших п'яти сезонів Кенні виступає в ролі споконвічної жертви, котру, як ведеться, убивають безліччю абсурдних (а іноді і кумедних) способів. Це переходить із серії в серію, але Кенні дивовижним чином відроджується знову і знову (існує лише кілька серій, де він залишається живий). Наприкінці п'ятого сезону Кенні гине по-справжньому, тому в наступних частинах друзям доводиться шукати йому заміну: спочатку в особі Баттерса, а потім — Твіка. Кенні знову стає одним із головних героїв наприкінці останньої серії шостого сезону, та час від часу доля, як і раніше, знаходить його.
З самого початку було задумано, що в кожній серії Кенні буде раптово гинути яким-небудь жахливим чином. Після цього Стен звичайно кричить: «О Боже, вони убили Кенні!» — а Кайл продовжує: «Покидьки!». Існує гіпотеза, що ця концепція деяким чином зв'язана з назвою ірландського графства Кілкенні (англ. Kilkenny) («убити Кенні» англійською звучить як: «kill Kenny» — а сам Кенні, судячи з прізвища, саме ірландець).
Відомо кілька епізодів, де Кенні так чи інакше з'являється без каптура: в епізоді 402 «The Tooth Fairy Tats 2000» ми бачимо його голим, але зі спини; в епізоді 504 «The Super Best Friends» видне обличчя мертвого Кенні, але він поголений налисо; в епізоді 706 «Lil' Crime Stoppers» Кенні знову з'являється голим зі спини (у душі); в епізоді 807 The Jeffersons Кенні з'являється без каптура, але в масці; нарешті, за припущеннями фанатів, саме Кенні розгулює в кепці і без каптура в епізоді 905 «The Losing Edge» (він виступає в бейсбольній команді під № 13). Однак, головна поява Кенні без каптура — це фінал повнометражки «Bigger, Longer & Uncut».
Перша поява: 101 — «Cartman Gets An Anal Probe»
Головні ролі: Майже всі епізоди.
Голос: Метт Стоун і Майк Джадж (без каптура)
У деяких сезонах як основні також виступають персонажі:

### Тіммі
Однокласник головних героїв, прикутий до інвалідного візка через хворобу. Нічого не вимовляє, крім вигуків «Тіммі!», «Габблз!!!» (кличучи його домашнього індика), «Джиммі!», «Лайно», фрази «І владарі пекла» (назва його рок-групи) та іншої нісенітниці. Уперше він з'явився, коли мультсеріал уже завоював популярність, — у початкових серіях четвертого сезону. Під час шостого сезону Тіммі заміняв Кенні у підспіві основної музичної теми, що передує кожній серії.

### Леопольд (Баттерс) Стотч
Заміняв Кенні першу половину шостого сезону мультсеріалу, і хоча наприкінці шостого Кенні знову повернувся, Баттерс, як і раніше, зберіг своє значення.
Нервовий, простодушний, легко піддається впливу, але в той же час іронічний і навіть проникливий оптиміст. Прізвисько його бере початок із каламбуру «Butters Stotch — butter-scotch» (англ. butter-scotch перекладається як «іриска»). Владні і деспотичні батьки часто жорстоко карають його. Зазвичай Баттерс знаходить підтримку (чи зневагу) з боку Картмана, Кайла і Стена. Баттерс — особистість багато в чому творча: пече, танцює, малює. Він убив кілька людей на чемпіонаті по чечітці, коли з його ноги злетів черевик. На додачу до всіх інших неприємних особливостей, день народження героя припадає на 11 вересня. «Друге я» Баттерса — професор Хаос, образ, що нагадує про знаменитого суперлиходія з коміксів доктора Дума. Він усюди сіє безладдя і сум'яття. Разом зі своїм напарником Дугі (Генерал Бардак) намагався затопити землю, знищити озоновий шар землі і закрити сонце. Характер героя списаний із режисера-аніматора мультфільму, Еріка Стофа (в епізоді 417 Баттерс виступає художником-постановником мультфільму, що знімають герої). Баттерс з'явився вже у найпершому епізоді «Cartman Gets An Anal Probe», але першу репліку вимовив лише в другому сезоні; перша серія, де Баттерс відіграє значну роль — «Two Guys Naked In A Hot Tub» (308).

### Твік
Заміняв Кенні другу половину шостого сезону мультсеріалу.
Засмикана, нервово неврівноважена людина, що хоче, щоб усі дали йому спокій. Це єдина дитина, що справді має розлад уваги (ADD — англ. Attention Deficit Disorder). Труднощі, що переживає Твік, часто непомітні за блискучим комерційним успіхом дуже добропорядних батьків — власників шикарної кав'ярні. Вони постійно напувають свого сина кавою, приказуючи: «Синку, заспокойся, випий кави». І Твік постійно перебуває в збудженому стані, має нервовий тик і неправильно застібає ґудзика сорочки. Спочатку Твік був задуманий як головний другорядний персонаж, хоча з'явився лише в 17 епізоді 2 сезону. Пізніше Баттерс перевершив його в популярності і привернув більшу увагу публіки, тому зараз Твік відіграє незначну роль у мультсеріалі.

### Другорядні персонажі
Крім хлопчиків, у мультсеріалі бере участь безліч персонажів, що зустрічаються в кожній серії.
- Батьки Стена — Ренді і Шерон Марш. Ренді — єдиний вчений у місті, геолог і лауреат Нобелівської премії (епізод 302), що не заважає йому легко піддаватися впливу новин, товариства анонімних алкоголіків чи уряду, демонструючи при цьому значне тупоумство. У першому сезоні Ренді виглядав не так, як у наступних, однак у заставці аж до 4 сезону залишався первісний Ренді. Шерон — ідеальна, любляча мама, що легко піддається впливу чоловіка. У першому сезоні Шерон іноді називають Керол.
- Батьки Кайла — Джеральд і Шейла Брофловськи. Джеральд — адвокат, він непогано заробляє, він гарний батько, хоча часом висловлює такі думки, що Кайл їх сприймає неправильно. Шейла — моторошна істеричка, що заради «безпеки» дітей розпалила американо-канадську війну, змусила більш десятка людей покінчити життя самогубством, і багато чого ще. Здатна сказитися з будь-якого приводу й у деяких ситуаціях цілком придушує Кайла. Її ненавидить Картман. Батьки Кайла — євреї (але Картман ненавидить маму Кайла з іншої причини).
- Батьки Кенні — Стюарт і Керол Маккормік. Вони дуже бідні і терпіти не можуть один одного. Стюарт у молодості був дружний із батьком Кайла, але пізніше запив — і став закінченим алкоголіком. Ім'я матері Кенні жодного разу не вимовлялося в серіалі. Крім Кенні, у них є син і дочка, що жодного разу активно не брали участь у серіалі.
- Мама Картмана — Ліенн Картман. Вона порнозірка, веде вкрай безладне статеве життя, при цьому — любляча мати. Після того, як в епізоді 113 Картман задався питанням про те, хто його батько, з'ясувалося, що вона — гермафродит і є насправді його батьком. Ліанна дуже любить Еріка і тому нещадно балує; перша спроба щось зробити з його некерованим характером демонструється в епізоді 1007. Проте в більш пізних сезонах виявилося, що вона не гермафродит, а батьком Еріка був колишній ігрок "Денвер Бронкос" Тенорман, яким Ерік нагодував його сина Скотта на фестивалі чилі.
- Батьки Баттерса — Стівен і Лінда Стотч. На вид благополучна родина, та насправді вони винні в купі комплексів і інфантильному характері Баттерса. Стівен — деспот, що зазвичай карає сина нізащо і вимагає звертання «сер», а також латентний гомосексуал; Лінда на вид любляча мати, однак вона намагалася убити Баттерса в епізоді 514 і продати як домашню тварину Періс Гілтон в епізоді 812. Стівена в деяких епізодах називали Кріс.
- Батьки Твіка — Річард і місіс Твік. Річард — власник єдиної в місті кав'ярні, і тому, з дитинства безперервно накачуючи сина кавою, довів його до нервового розладу.
- Батьки Тіммі — Гелен і Річард. З'являються в серіалі тільки один раз (у серії 404) і ні зовні, ні за ступенем розумового розвитку нічим не відрізняються від сина.
- Шеллі Марш, сестра Стена. Вона має купу комплексів через свою жахливу зовнішність і перехідний вік, тому часто зганяє злість на братові.
- Дідусь Марш, батько Ренді і дід Стена, якому перевалило за сто років. Його головна мрія — умерти, що не заважає йому іноді відволікатися на участь у телешоу чи в захопленні влади в місті. Постійно називає Стена — Біллі.
- Айк Брофловськи, прийомний син Джеральда і Шейли, за національністю — канадець. Він не вміє нормально розмовляти, однак іноді в ньому виявляються дивні здібності, тому його раніш звичайного віку віддали в дитячий сад. Як і всі канадські діти в серіалі, він дуже нагадує м'яч, тому Кайл любить грати з ним у гру «Копни малого».
- Джимбо Керн і Нед Гербланськи, двоє найкращих друзів і великих аматорів полювання (вони ведуть на кабельному каналі передачу «Полювання й убивство», що звичайно дивляться близько 12 чоловік). Джимбо — дядько Стена, великий аматор жорсткого порно; з Недом він познайомився у В'єтнамі. У Неда немає однієї руки і через сигарети він не може розмовляти без голосового апарата.
- Шкільні вчителі: містер Герберт Гаррісон (Після зміни статі в 901-му епізоді «Mr. Garrison's Fancy New Vagina» став Джанет Гаррісон, проте у 12 сезоні він знову став чоловіком) і місс Чоксондік (у українському перекладі «місс Заковтник»). Містер Гаррісон у перших трьох сезонах працював учителем у третього класу і страждав через нездатніть визнати себе геєм (хоча в серіалі багато разів на це натякали). Результатом внутрішніх протиріч стала спроба вести відлюдницький спосіб життя. Зрештою Гаррісон зізнався самому собі в гомосексуальності і став працювати вихователем у дитячому садку. У 14 серії 6-го сезону повернувся в школу. З дитинства й аж до цього епізоду в нього на руці була завжди була лялька містер Капелюх, яку він використовував для викладання і при цьому сам вважав живою істотою. З 14-й серії 6 сезону містер Капелюх зникає, а в Гаррісона з'являється коханець — містер Гілочка, якого потім заміняє справжній коханець — Пан Раб, якого, в свою чергу, в останній сезонах змінює ще один коханець. Гаррісон на деякий час стає президентом США і отримує на цей час зовнішність, що дуже нагадує Дональда Трампа. Місс Чоксондік — стара діва з огидними обвислими грудьми і косоокістю. Гине в 7 серії 6 сезону.
- Джером (Шеф) Макелрой, шкільний кухар. У якомусь сенсі найосудливіший дорослий персонаж серіалу. Він — єдиний дорослий, котрому довіряють діти, і тому часто він співає їм пісні про менструальний цикл, появу дітей, повій, пеніси й інші цікаві речі. У Шефа є напівбожевільні батьки, що живуть у Шотландії і поведені на власних зустрічах із Лох-Несським чудовиськом. Шеф перетворюється в пародію на Дарта Вейдера в 1 серії 10 сезону (це викликано виходом Ісаака Хайєса, що озвучував Шефа, із серіалу через висміювання творцями серіалу саєнтології, адептом якої являється Хайєс). Якщо прислухатися, то виявиться, що всі репліки Шефа в цій серії вирізані з попередніх епізодів.
- Містер Мекі, соціальний педагог початкової школи, що закінчує свої фрази питанням «М'кей?» (в українському перекладі — гугняве «Зрозуміленько?», «Гаразд?»). У серії 611 з'являються батьки Містера Мекі.
- Місс Кребтрі, водій шкільного автобуса. Напівбожевільна істеричка з немитим волоссям і жовтими зубами, що керує дітьми (і навіть Шефом) за допомогою дикого лементу і погрози «Угамуєтеся, чи я уб'ю кролика». У 13 серії 8 сезону убита маніяком.
- Директорка Вікторія, схильна приймати дикі рішення під впливом суспільної думки (саме вона відправила дітей у Табір Терпимості)
- Річард Адлер, учитель праці; глибоко переживає загибель своєї нареченої, з якою не встиг попрощатися.
- Мер МакДеніелс, жінка, що дотепер лишається на цій посаді багато в чому завдяки своїм двом помічникам.
- Офіцер Барбреді, некомпетентний, розумово відсталий офіцер міської поліції.
- Венді Тестабургер, однокласниця головних героїв і дівчина Стена до 714-го епізоду («Родзинки»). Деякий час зустрічалася з Токеном, та в 11 сезоні повернулася до Стена. Старанна учениця і відмінниця, але буває здатна на дуже багато чого заради особистої вигоди.
- Джиммі Волнер, фізично недієздатний однокласник головних героїв, що пересувається на милицях і заїкається. Виграв Паралімпійські ігри завдяки стероїдам. Спочатку Тіммі заздрив Джиммі, і це зрештою привело до їхнього першого протистояння в серії «Битва інвалідів». Любить видавати плоскі жарти, що жителями міста сприймаються зі змінним успіхом. Іноді, у залежності від настрою Трея Паркера, Джиммі носить прізвище Свенсон.
- Толкін Блек (раніше — Токен Блек), однокласник головних героїв, що час від часу бере участь у пригодах разом із ними. Толкін — єдина чорношкіра дитина в класі, тому він нерідко стає жертвою расизму Картмана. Крім того, приводом для глузувань є те, що його батьки багатші за всі інші родини у місті. Спочатку автори мультсеріалу хотіли дати герою прізвище Вільямс, однак пізніше вони залишили цю ідею, забули про неї, або ж Блек — це тільки сценічний псевдонім. Батьки назвали його в честь однойменного британського письменника, проте сам Толкіну терпіти не може «Володаря перснів».
- Терренс і Філліп, канадські гумористи, що розважають глядачів метеоризмом і дивовижними лайками. Їхнє шоу — улюблена телепередача хлопців. Крім нього, вони випустили трохи спецсерій (фрагменти двох із них ми бачимо в серіалі), телефільм «Не без мого ануса» (який є епізодом 201) і два фільми — «Полум'яніючі дупи» і «Полум'яніючі дупи 2».
- Марвін Голодарвін уперше з'являється в 109-му епізоді. Коли Кайл, Стен, Картман і Кенні пожертвували 5 доларів на користь Фонду допомоги голодуючим дітям Ефіопії (у надії одержати за це спортивний годинник Teiko), до них раптово приїжджає маленький ефіопський хлопчик, якого друзі прозвали Голодуючим Марвіном. Агенти ЦРУ, що приїхали за дитиною, щоб повернути його на батьківщину, помилково забирають із собою Картмана. Хоча Марвін приїжджає з східноафриканської Ефіопії, у його мові переважають різкі приголосні, що більш характерно для койсанських мов ПАР. Пізніше Голодуючий Марвін з'являється в 311-му епізоді разом з інопланетною расою маркларів.
- Сатана, нервовий, дуже недовірливий і тонкочуттєвий, незважаючи на свої значні габарити. Давній коханець Саддама Хусейна.
- Саддам Хусейн — уперше з'являється в епізоді 201 як персонаж телешоу Терренса і Філліпа. Після розтерзання його дикими кабанами він виявляється в пеклі, де заводить гомосексуальний зв'язок із Сатаною, у результаті чого майже захоплює світ. Однак Сатана, не стерпівши нескінченних образ, убиває його, і Саддам знову опиняється у пеклі. Після чергової спроби налагодити стосунки з Сатаною той у приступі люті відсилає його в рай, куди потрапляють тільки мормони. Там Саддам створює зброю масового ураження, періодично знову з'являючись на Землі з черговим лиходійством.
- Ісус Христос, що веде кабельне телешоу «Ісус і його друзі». Крім нього, у серіалі з'являються інші релігійні пророки — разом вони складають команду супергероїв «Super Best Friends». Гине в епізоді 617 та воскресає в 10 сезоні. Кілька разів у серіалі з'являється і сам Господь Бог — істота, що віддалено нагадує кота.
- Санта Клаус, з'являється уперше в епізоді 315 як виконавець пісеньок про себе. В інших епізодах (617, 814) звичайно з'являється зі зброєю.
- Педрило Ел, персонаж, що вперше з'явився в серії 104. Скаут із дитинства, шоумен і начальник притулку для тварин-гомосексуалів.
- Пан Раб (Слейв), що відкрито демонструє те, що він гей. Жив із містером Гаррісоном доти, поки той не перемінив стать у 901-му епізоді. Зараз пан Раб вийшов заміж за Педрила Ела.
- Рушничок, розумний «суперрушник», створений для того, щоб витиратися після миття. Під час іспитів він викурив сигарету з маріхуаною і втік із лабораторії. Рушничок дає ради по використанню рушників і найчастіше робить це дуже схвильовано. Цей персонаж фігурує в п'ятьох серіях: у 508-й, що називається «Towelie» і в який ми вперше знайомимося з героєм, у 509-й «Osama Bin Laden Has Farty Pants», у якій у героя всього дві репліки, у 606-й "Professor Chaos, у якій він бере участь у конкурсі на місце найкращого друга, у 701-й «І'm a Little Bit Country», у якій персонажа видно лише на задньому плані і він не вимовляє слів, і в 1005 «Million Little Fibers», де виступає в головній ролі, написавши мемуари про своє нелегке життя. Картман називає Рушничка «найгіршим героєм із усіх».
- Діти-готи, у тому числі Генрієтта, що вперше з'являється в 714-м епізоді («Родзинки»). Постійно п'ють каву у кав'ярні або сидять на задньому дворі школи біля сміттєзбірника, курять, говорять про біль і читають готичні вірші.
- Генрієтта Одна з дітей-готів, вічно скаржиться з приводу своєї фігури, на свою тітку і на те, що їй забороняють ходити на концерт «Nightwish».
- Лексус, дівчинка з ресторану «Родзинки», у яку закохався Баттерс, навіть не підозрюючи, що вона лише робить вигляд, що він їй подобається.
- Скотт Тенорман, старшокласник, уперше представлений у серії «Смерть Скоттові Тенорману», коли той виманює кишенькові гроші в Картмана. Згодом Картману удалося помститися Скоттові на його безславному «Карнавалі Чилі», згодувавши кривднику чилі з м'яса його власних батьків. Скотт також грає незначні ролі в як мінімум двох наступних епізодах мультсеріалу. Виявився зведеним братом Еріку, так як його батько мав позашлюбні стосункі з Лієнн Картман.
- Бебе, дівчинка з класу, найкраща подруга Венді. У неї раніше, ніж в інших дівчаток, починають рости груди, чим вона привертає загальну увагу в епізоді 610.
- Клайд Донован, хлопчик із класу. Абсолютно середньостатистична дитина, цілком органічна частина тусовки четверокласників. Найтовстіша дитина після Картмана.
- Крейґ Такер, головний хуліган класу (після Еріка). У його родини звичка без особливої причини показувати усім середній палець, що навколишні не завжди сприймають із радістю. Крейґ — ватажок власної компанії четвертокласників, яку зазвичай так і називають «Крейґ і ті хлопці». Крейґ виступає антагоністом головних героїв у серії 811, коли його шоу «Тварини зблизька, зняті ширококутним об'єктивом» і «Тварини великим планом, зняті ширококутним об'єктивом у капелюхах», що експлуатують таємну пристрасть школярів до галюциногенних ліків проти кашлю, перебивають рейтинги «Шкільних новин».
- Дуґі, учень другого класу. Уперше з'являється в епізоді 308. Очкарик, над яким часто сміються. Тому, коли Баттерс став професором Хаосом, Дуґі приєднався до нього під ім'ям генерал Бардак.
- Доктор Альфонс Мефісто, божевільний генетик, що живе в замку на горі з мавполюдиною Кевином. Справа його життя — створення тварин із декількома дупами (за семидупу Галапагосську черепаху його номінували на Нобелівську премію). А також є членом АДМБ (Асоціація Двійників Марлона Брандо).
- Філліп (Піп) Пірріп — дитина з Британії. Його ім'я, походження і манери — пряма вказівка на головного героя роману Чарльза Діккенса «Великі сподівання». Очевидніше усього це показано в епізоді 405. Має своєрідні, іноді занадто інтелігентні манери, за що наражається на глузування. Найактивнішу участь бере у 1—2 сезонах, а після епізоду 605 з'являється тільки на задньому плані.

Перша поява: 101 — «Cartman Gets An Anal Probe»
Головні ролі: 108 — «Damien», 205 — «Conjoined Fetus Lady», 308 — «Two Guys Naked in a Hot Tub», 405 — «Pip»
Голос: Matt Stone
- Містер Генкі, різдвяний шматок лайна. Пародія творців шоу на різдвяні символи, містер Генкі з'являється перед нами як носій «духу Різдва», що не робить різниці між конфесіями. Первісним задумом Паркера і Стоуна було зробити містера Генкі головним героєм серіалу. Єдині різдвяні епізоди без участі містера Генкі — 715 і 814.
- Скайлер, гітарист. У серії 307 він уперше з'являється зі своєю групою; головну роль група «Володарі підземель» грає в серії 404, де стає дуже популярною під керівництвом Тіммі.
- Отець Максі, священик Саут-Парка. Часом він діє зовсім не відповідно до традиційного католицтва, що не заважає йому бути єдиним католицьким священиком у світі, що не пристає до маленьких дітей.
- Тунг Лу Кім, власник ресторану китайської кухні за назвою «City wok». Через особливості акценту вимовляє «city» як «shitty» (лайнючий), що є постійним предметом глузувань школярів. Його дружина — Wing, має незрівнянної краси голос. Одна із серій (903 — «Wing») цілком присвячена їй.

## Дубляж та закадрове озвучення

### Постмодерн/ISP Film
Ролі дублювали і озвучували: Юрій Коваленко та Ганна Левченко

### Так Треба Продакшн
Ролі дублювали: Ярослав Чорненький, Євген Пашин, Сергій Ладесов, Володимир та Дмитро Терещуки, Роман Семисал, Павло Скороходько, Роман Чорний, Олександр Погребняк, Павло Лі, Валентина Сова, Олена Бліннікова, Наталя Поліщук, Марина Локтіонова, Ганна Соболєва

### Студія 1+1
Ролі озвучували: Юрій Висоцький, Олександр Завальський, Ярослав Чорненький, Євген Пашин, Анатолій Зіновенко, Максим Кондратюк, Олег Лепенець, Дмитро Завадський, Олесь Гімбаржевський, Юрій Кудрявець, Андрій Мостренко, Андрій Твердак, Михайло Жонін, Павло Скороходько, Дмитро Терещук, Роман Чорний, Андрій Альохін, Євген Локтіонов, Михайло Тишин, Дмитро Нежельський, Андрій Федінчик, Олексій Череватенко, Олександр Погребняк, Денис Жупник, Андрій Соболєв, Олександр Солодкий, Дмитро Рассказов-Тварковський, Сергій Могилевський, Ірина Дорошенко, Тетяна Антонова, Лариса Руснак, Ганна Левченко, Лідія Муращенко, Олена Узлюк, Ольга Радчук, Олена Яблочна, Наталя Ярошенко, Катерина Сергеєва, Наталя Романько-Кисельова, Катерина Брайковська, Юлія Перенчук, Катерина Буцька, Анна Дончик, Аліса Гур'єва, Анастасія Жарнікова-Зіновенко, Ганна Соболєва, Єлизавета Зіновенко

## Сезони
Кожен сезон мультфільму розбитий на 2 частини — перша показується на початку року, а друга — наприкінці. Зараз створено вже 26 сезонів серіалу. 11 березня 2009 року стартував 13-й сезон, який розпочався серією «Перстень» (англ. «The Ring»). Починаючи з цієї серії, всі наступні з'являтимуться в світ у форматі HD.